# Мителбиберах
Мителбиберах (њем. Mittelbiberach) општина је у њемачкој савезној држави Баден-Виртемберг. Једно је од 45 општинских средишта округа Биберах. Према процјени из 2010. у општини је живјело 3.980 становника. Посједује регионалну шифру (AGS) 8426074.

## Географски и демографски подаци
Мителбиберах се налази у савезној држави Баден-Виртемберг у округу Биберах. Општина се налази на надморској висини од 594 метра. Површина општине износи 23,7 km². У самом мјесту је, према процјени из 2010. године, живјело 3.980 становника. Просјечна густина становништва износи 168 становника/km².

## Међународна сарадња
| Мјесто   | Држава    | Врста сарадње | Од    |
| -------- | --------- | ------------- | ----- |
| Кинцхајм | Француска | пријатељство  | 1986. |
| Извор    |           |               |       |